# Ryan Hawkins
Ryan Hawkins (Atlantic, 12 maggio 1997) è un cestista statunitense.

## Palmarès
- Campionato NCAA Division II: 2

NMSU Bearcats: 2019, 2021